# Trimethylphosphin
Trimethylphosphin mit der Konstitutionsformel P(CH3)3, ist eine anorganische chemische Verbindung aus der Gruppe der Phosphine.

## Gewinnung und Darstellung
Trimethylphosphin kann durch Reaktion von Triphenylphosphit mit Methylmagnesiumchlorid gewonnen werden.
{\displaystyle \mathrm {3\ CH_{3}MgCl+P(OC_{6}H_{5})_{3}\longrightarrow P(CH_{3})_{3}+3\ C_{6}H_{5}OMgCl} }

## Eigenschaften
Trimethylphosphin ist eine klare farblose Flüssigkeit mit stechendem Geruch, die unlöslich in Wasser ist.

## Verwendung
Elektronenreiche Phosphanliganden wie Trimethylphosphin werden in zahlreichen Anwendungen wie Kreuzkupplungsreaktionen verwendet. Es dient als Reagenz in der Mitsunobu-Reaktion, der Umwandlung von Aziden in Carbamate, von Azidoalkoholen in Aziridine, bei der Herstellung von Iminophosphoranen und bei der Aza-Wittig-Reaktion.